# تور پرتابی

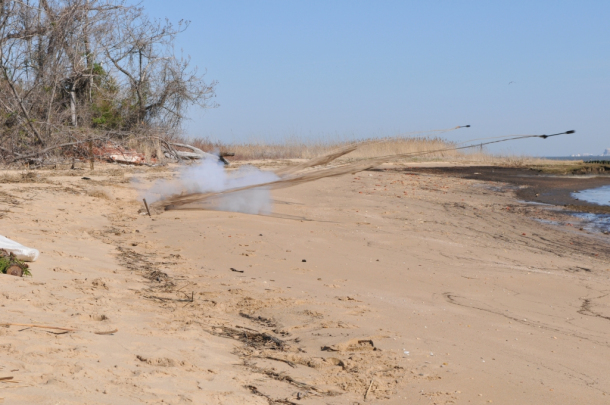
تور پرتابی در حال استقرار است

تورهای پرتابی (به انگلیسی: Cannon nets) و تورهای موشکی (Rocket nets) انواعی از تله‌های جانوران هستند که برای به دام انداختن بسیاری از جانوران زنده، معمولاً پرندگان، استفاده می‌شوند، اما برای گرفتن جانوران بزرگ مانند گونه‌های مختلف گوزن نیز استفاده می‌شوند. شبکه‌های موشکی، تورهای پرتابی و دیگر وسایل پرتاب تور بر اساس اصول مشابهی ساخته شده‌اند که از دهه ۱۹۵۰ استفاده شده‌است (Dill and Thornsberry 1950, Hawkins et al. 1968, Grubb 1988 and 1991).
تورهای پرتابی و موشکی در برنامه‌های حفاظتی استفاده می‌شوند که در آن بسیاری از جانوران زنده برای تجزیه و تحلیل، مراقبت‌های دام‌پزشکی یا جابجایی باید اسیر شوند.